# 라시드 리다

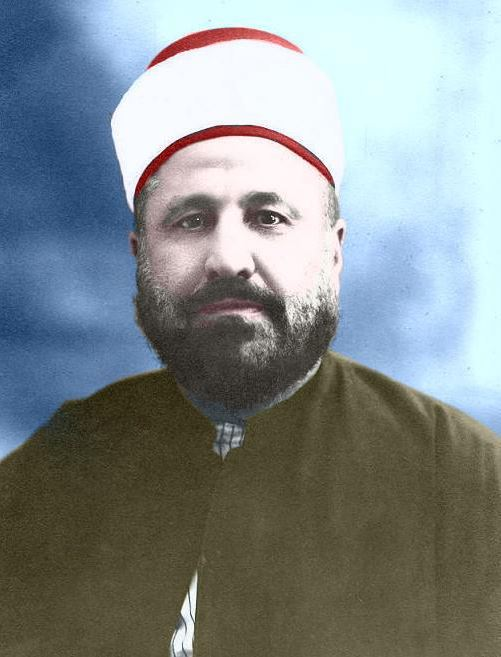

무함마드 라시드 리다(Muḥammad Rashīd ibn ʿAlī Riḍā ibn Muḥammad Shams al-Dīn ibn Muḥammad Bahāʾ al-Dīn ibn Munlā ʿAlī Khalīfa, 1865년 9월 25일 또는 1865년 10월 18일 ~ 1935년 8월 22일)는 저명한 이슬람 학자, 개혁가, 신학자이다. 트리폴리 주변에서 태어났다. 살라피 학자이자 중세 이슬람 국가의 신학자인 리다는 이슬람계의 세속주의와 국가주의를 비난했다. 칼리파국의 재설립을 위한 글로벌 이슬람 르네상스 프로그램을 요청했다.